# Джеймс Холден
Джеймс Холден (англ. James Holden; 7 червня 1979) — британський виконавець електронної музики та ді-джей. Після початку кар'єри ді-джея та продюсера Холден активно займався живими виступами та заснував власний звукозаписний лейбл Border Community.

## Рання кар'єра
Холден виріс у Босворті, Лестершир, вивчав математику в Оксфордському університеті. Cвою музичну кар'єру розпочав в 1999 році у віці 19 років і швидко отримав широке визнання, випустивши транс-сингл «Horizons», який був створений за допомогою безкоштовної програми Buzz. Цей трек підхопили Піт Тонг, Джон Дігвід і Нік Уоррен, швидко привернувши Холдена до ширшої аудиторії.
У наступні роки Джеймс випустив численні сингли та ремікси на різних лейблах, включаючи Lost Language, Perfecto Recordings і Positiva Recordings. Він також був одним із учасників у тріо Mainline (разом з Дунканом Еллісом і Хайвелом Данн-Девісом) і працював зі співачкою Джулі Томпсон як Holden & Thompson. Серед його авторських реміксів за цей період — Мадонна, Брітні Спірс, Depeche Mode, New Order, Натан Фейк та Кіран Гебден і Стів Рейд. У квітні 2006 року його мікс-альбом James Holden At The Controls став «Альбомом місяця» за версією Mixmag.

## Border Community
Лейбл Холдена Border Community був заснований у 2003 році та дебютував із своїм синглом «A Break in the Clouds». Border Community поклала початок кар'єрі багатьох молодих артистів, зокрема Натана Фейка, Фермонта, Люка Еббота та The MFA. Джеймс Холден часто виступав разом зі своїми товаришами по лейблу на вечорах Border Community у Corsica Studios у Лондоні. Border Community поклала початок кар'єрі багатьох молодих артистів, зокрема Натана Фейка, Фермонта, Люка Еббота та The MFA.
У 2006 році на Border Community було випущено дебютний альбом Холдена «The Idiots are Winning». The Guardian описав цей альбом «вільної, закрученої та атмосферної… електронної музики» як "найдивовижніший дебют в електронній музиці з часів Boards of Canada «Music Has the Right to Children».

## Живі виступи
У 2013 році Холден випустив свій другий альбом The Inheritors. Після виходу запису Том Йорк запросив Холдена підтримати групу Йорка Atoms for Peace під час їхнього туру по США 2013 року. Ці шоу складалися з Холдена, який виступав на модульному синтезаторі разом з барабанщиком Томом Пейджем (з експериментального електронного дуету Rocketnumbernine і The Memory Band). Цей перехід від ді-джеїнгу до живих виступів став значним кроком у кар'єрі Холдена та започаткував довгострокові музичні стосунки з Пейджем.
Третій альбом «The Animal Spirits» став очевидним для живих виступів. Альбом, записаний у лондонській студії Холдена Sacred Walls, показав, як Холден очолював групу з п'яти учасників — живі барабани, саксофон, інші дерев'яні духові та північноафриканські інструменти. Цей набір музикантів дозволив Холдену створити «духовний джазовий оркестр, який грає фолк/транс», зберігаючи при цьому свій «завжди різкий синтезатор… спереду та в центрі». Музика була записана наживо, без редагування чи накладання, і на неї вплинули як звук, так і концепція творчості Дона Черрі, Еліс Колтрейн і Фароа Сандерса.

## Співпраця
Animal Spirits також спиралися на занурення Холдена в марокканську музику Гнава. У 2014 році Холден вирушив до Марокко, щоб вивчати стиль із майстром Махмудом Гініа, кульмінацією чого став спільний EP; одна з багатьох, які Холден випустить у цей період.
Інші спільні релізи включають Outdoor Museum of Fractals з Каміло Тірадо, Three Live Takes з Houssam Gania та останній випуск Холдена, Long Weekend з Wacław Zimpel.

## Дискографія

### Альбоми
- The Idiots are Winning (2006)
- The Inheritors (2013)
- The Animal Spirits (2017)
- A Cambodian Spring OST (2019)
- Imagine This Is a High Dimensional Space of All Possibilities (2023)

### Колаборації
- Marhaba (разом із Floating Points та Maalem Mahmoud Guinia) (2015)
- Outdoor Museum Of Fractals (разом із Camilo Tirado) (2016)
- Three Live Takes (разом із Houssam Guinia) (2018)
- Long Weekend (разом із Waclaw Zimpel) (2020)